# Semiothisa transvisata
Semiothisa transvisata är en fjärilsart som beskrevs av W. Warren 1904. Semiothisa transvisata ingår i släktet Semiothisa och familjen mätare. Inga underarter finns listade i Catalogue of Life.